# (5227) Bocacara
(5227) Bocacara  es un asteroide perteneciente al cinturón de asteroides, descubierto el 4 de agosto de 1986 desde el International Near-Earth Asteroid Survey (INAS), en Estados Unidos.